# Dendrocolaptes
Dendrocolaptes es un género de aves paseriformes perteneciente a la subfamilia Dendrocolaptinae en la familia Furnariidae. Agrupa a especies nativas de la América tropical (Neotrópico), donde se distribuyen desde el sur de México, por América Central y del Sur, hasta las colinas andinas del noroeste de Argentina por el oeste, y hasta el sur de Brasil y noreste de Argentina por el este. A sus miembros se les conoce por el nombre común de trepatroncos y también trepadores.

## Etimología
El nombre genérico masculino «Dendrocolaptes» deriva del griego «δενδροκολαπτης dendrokolaptēs» que significa “pájaro que pica los árboles”, que se compone de las palabras «δενδρον dendron» que significa ‘árbol’ y «κολαπτω kolaptō» que significa ‘picar’.

## Características
Los trepatroncos de este género son bastante grandes, miden entre 25 y 28 cm de longitud. Sus picos son fuertes y rectos. Los colores son una variación de pardo, pardo-oliváceo, rufo y castaño, algunas especies exhiben más barrado que trepatroncos de otros géneros. Sus largas colas rígidas tienen astas expuestas que usan como apoyo para subir troncos y ramas, como pájaros carpinteros. Son arborícolas, y son encontrados principalmente en selvas húmedas. Son seguidores frecuentes de regueros de hormigas guerreras para capturar las presas que estas espantan al pasar. También se juntan a bandadas mixtas de alimentación con frecuencia.

## Lista de especies
Según las clasificaciones del Congreso Ornitológico Internacional (IOC) y Clements Checklist/eBird, el género agrupa a las siguientes especies con el respectivo nombre popular de acuerdo con la Sociedad Española de Ornitología (SEO) (excepto cuando referenciado):
| Imagen | Nombre científico                          | Autor                        | Nombre común                   | Estado de conservación | Distribución |
| ------ | ------------------------------------------ | ---------------------------- | ------------------------------ | ---------------------- | ------------ |
|        | Dendrocolaptes sanctithomae                | (Lafresnaye, 1852)           | trepatroncos barrado norteño   | LC                     |              |
|        | Dendrocolaptes (sanctithomae) punctipectus | (Phelps Sr. & Gilliard, 1940 | trepatroncos barrado oriental  | VU                     |              |
|        | Dendrocolaptes certhia                     | (Boddaert, 1783)             | trepatroncos barrado amazónico | LC                     |              |
|        | Dendrocolaptes hoffmannsi                  | Hellmayr, 1909               | trepatroncos de Hoffmann       | VU                     |              |
|        | Dendrocolaptes picumnus                    | Lichtenstein, 1820           | trepatroncos variable          | LC                     |              |
|        | Dendrocolaptes platyrostris                | Spix, 1824                   | trepatroncos oscuro            | LC                     |              |

## Taxonomía
Hasta recientemente D. certhia y D. sanctithomae eran consideradas conespecíficas, pero fueron separada con base en diferencias de vocalización, comportamentales y morfológicas.
En un reciente estudio de Batista et al. (2013), donde se describió un nuevo taxón Dendrocolaptes retentus (como especie separada), se propuso que todas las seis subespecies del «complejo D. certhia» (menos polyzonus) sean elevadas a especies plenas (con bases genéticas débiles y aunque los cantos sean aparentemente todos similares), pero tal tratamiento no se justificaría bajo los criterios del «Concepto Biológico de Especie» (BSC). La Propuesta N.º 621 al Comité de Clasificación de Sudamérica (SACC) que proponía el reconocimiento de retentus como nueva especie plena y la separación de las subespecies D. c. juruanus, D. c. medius, D. c. concolor, D. c. ridgwayi y D. c. radiolatus, fue rechazada debido a la insuficiencia de datos genéticos y vocales, no reuniendo las condiciones establecidas en el «Concepto Biológico de Especie» (BSC). El taxón retentus fue reconocido como nueva subespecie. El Comité Brasileño de Registros Ornitológicos (CBRO) pasó a reconocer todas las especies separadas como válidas, lo que no fue adoptado por las principales clasificaciones.
Las clasificaciones Aves del Mundo (HBW) y Birdlife international (BLI) consideran a la subespecie D. sanctithomae puntipectus del norte de Colombia y noroeste de Venezuela como especie separada, con base en diferencias de vocalización y morfológicas.